# 黒須麻耶
黒須 麻耶（くろす まや、1983年12月4日 - ）は、日本の元ファッションモデル、元女優。身長168cm、B83-W62-H87、靴のサイズ24.5cm、血液型はB型。東京都品川区出身。

## 来歴・人物
1996年、12歳で雑誌『セブンティーン』の読者モデルグランプリに合格して芸能界入りする。中学生でありながらも完成度の高いルックスと存在感、そしてボーイッシュなイメージで注目を集める。女優としてもドラマ・映画に出演して活動の場を広げたが、映画『DRUG』（2001年）の出演以降は次第にメディア露出が無くなり、引退したものとみられる。
趣味特技は囲碁。かつてはウィルコーポレーションに所属していた。

## 出演

### テレビドラマ
- 美少女H（1998年、フジテレビ） 第9話主演
- 教育テレビ40周年記念番組 ドラマ愛の詩『いちご同盟』（1999年1月1日、NHK教育） - ヒロイン・上原直美 役
- 美少女H2（1999年、フジテレビ）第11話主演
- 学校の怪談 春のたたりスペシャル（1999年3月30日、関西テレビ放送/フジテレビ系）第4話『呪われた課外授業』 - 不帰千秋 役
- 金曜時代劇 しくじり鏡三郎（1999年4月-9月、NHK） - 知穂（鏡三郎の娘）役
- ベストフレンド（1999年10月-12月、テレビ朝日） - 東海林凛子 役
- 特捜ロボジャンパーソン (1993年、テレビ朝日) 第31-32話　時実博士の娘 役

### 映画
- ブギーポップは笑わない Boogiepop and Others（2000年） - 霧間凪 役
- 仮面学園（2000年）ヒロイン・川村有季 役
- DRUG（2001年）主演 - 麻薬撲滅キャンペーン映画[2]

### CM・広告
- 富士写真フイルム（1998年） - スチール広告
- 九州銀行（1998年）
- 東京ニュース通信社『TVガイド』（1998年）
- 盛田『開田高原の天然水』（1998年）
- ビオフェルミン製薬/武田薬品工業『新ビオフェルミンS』（1998年-2001年） - 2000年からはイメージキャラクター
- 資生堂 カレンダー（1999年）
- 資生堂 アクエア『肌ぷるゼリー』（2000年）
- JA福岡県信連（2001年）